# Nannoperca oxleyana
Nannoperca oxleyana é uma espécie de perca da família Percichthyidae.
Apenas pode ser encontrada na Austrália.